# The Cowboy Tour
The Cowboy Tour (también conocida como Tiny Tour presents Erasure: Cowboy Concerts) es la novena gira del dúo británico Erasure. Fue realizada con apenas días de finalizada The Tiny Tour. La gira se realizó en 1997 y, como su nombre lo indica, sirvió para promocionar su álbum Cowboy.

## Banda
- Andy Bell (cantante)
- Vince Clarke (tecladista)
- Samantha Smith (corista)
- Jordan Bailey (corista)
- John Gibbons (corista)
- Xavier Barnett (corista) —este último abandonó la gira luego de la etapa europea—.

## Temas interpretados
1. «Who Needs Love Like That» (tocado solo en la etapa sudamericana de la gira)
2. «Reach Out»
3. «Chains of Love»
4. «World's On Fire»
5. «Love to Hate You»
6. «Save Me Darling»
7. «Always»
8. «Sometimes»
9. «How Can I Say»
10. «A Little Respect»
11. «Rock Me Gently»
12. «You Surround Me»
13. «Blue Savannah»
14. «Ship of Fools»
15. «Rain»
16. «Take A Chance On Me»
17. «Boy»
18. «Chorus»
19. «In My Arms»
20. «Oh L'Amour»
21. «Love Affair»
22. «Don't Say Your Love Is Killing Me»
23. «Stop!»

## Grabaciones
- Una de las fechas de la gira fueron grabadas para la realización del video musical de "Rain".
- El concierto de Argentina fue grabado y emitido para la televisión (resumido).
- El último concierto de la gira fue dado en el Manchester Academy, Inglaterra, donde se grabó el concierto. Más tarde un CD de pocas canciones fue publicada de venta limitada conocida como "An Evening with Erasure".